# McLaren MCL33
La McLaren MCL33 è una monoposto di Formula 1, costruita dalla casa inglese automobilistica McLaren per partecipare al Campionato mondiale di Formula 1 2018. È la prima monoposto del team ad essere motorizzata dalla Renault.

## Livrea
La livrea abbandona quasi completamente il nero utilizzato nelle più recenti stagioni, in favore della storica colorazione arancione della casa inglese. Inserti color blu elettrico connotano l'ala anteriore e posteriore, oltre alla pinna del cofano motore.

## Caratteristiche

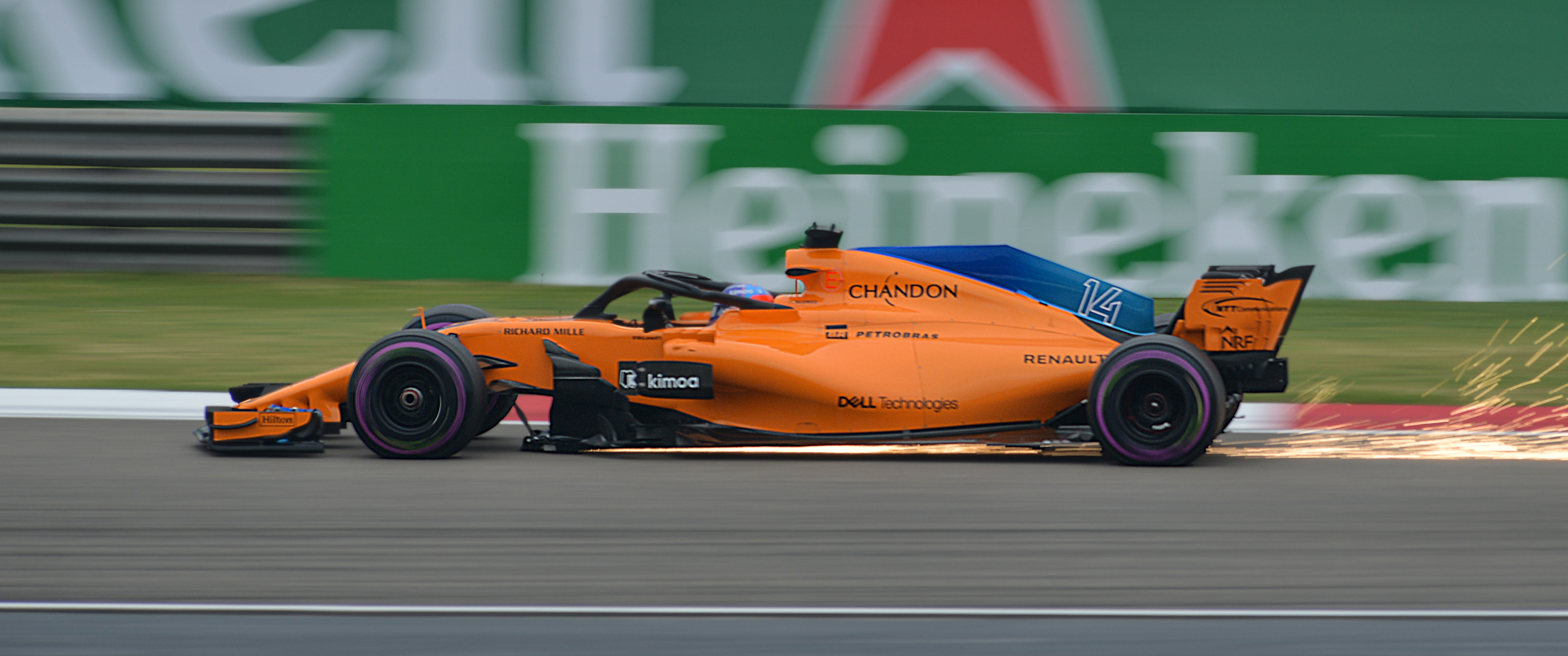
Vista laterale della MCL33 di Alonso nelle prove libere del Gran Premio di Cina 2018

Il muso rappresenta una evoluzione rispetto a quello adottato sulla McLaren MCL32, con le "branchie" sui supporti dell'ala, che somigliano a quelle adottate anche sulla Ferrari SF71H. L'apparato sospensivo è di tipo push rod all'anteriore e pull rod al posteriore. Le aperture dei radiatori sono invece molto ridotte, così come ridotta è anche la sezione dell'airscop, caratteristica in realtà presente su tutte le monoposto motorizzate Renault. L’adozione della Power Unit francese ha ribadito una sezione del cofano piuttosto ridotta, soprattutto se confrontata con le soluzioni di Mercedes e Ferrari.
Non è stata adottata, almeno al momento della presentazione della vettura, nessuna appendice aerodinamica su Halo. Infine, anche l'ala posteriore è più che altro un'evoluzione di quella usata sulla MCL32, con la presenza di paratie verticali con aperture di soffiaggio.

## Carriera agonistica

### Test
La vettura del team di Woking ha girato per la prima volta il 23 febbraio in occasione del filming day tenutosi sul Circuito di Navarra.

### Stagione
La line-up piloti è confermata per il terzo anno consecutivo da Fernando Alonso e da Stoffel Vandoorne, mentre terzo pilota è il giovane dell'academy McLaren Lando Norris.
La scuderia, con la nuova power-unit Renault si dimostra più competitiva rispetto alla sua antenata avendo registrato come miglior piazzamento stagionale la quinta posizione di Alonso nella gara inaugurale a Melbourne.
Al termine della stagione Alonso annuncia il ritiro dalla Formula 1 venendo sostituito dal connazionale Carlos Sainz Jr., proveniente dalla Renault, mentre Vandoorne viene sostituito da Lando Norris.

## Piloti
| Piloti ufficiali       | Piloti ufficiali  | Piloti ufficiali |
| Nazione                | Nome              | Numero           |
| ---------------------- | ----------------- | ---------------- |
| Spagna (bandiera)      | Fernando Alonso   | 14               |
| Belgio (bandiera)      | Stoffel Vandoorne | 2                |
| Piloti di riserva      |                   |                  |
| Nazione                | Nome              | Nome             |
| Regno Unito (bandiera) | Lando Norris      | Lando Norris     |

## Risultati in Formula 1
| Anno | Team    | Motore  | Gomme | Piloti    |   |   |    |   |     |     |     |    |    |    |    |     |     |     |    |    |    |     |     |    |    | Punti | Pos. |
| ---- | ------- | ------- | ----- | --------- | - | - | -- | - | --- | --- | --- | -- | -- | -- | -- | --- | --- | --- | -- | -- | -- | --- | --- | -- | -- | ----- | ---- |
| 2018 | McLaren | Renault | P     | Alonso    | 5 | 7 | 7  | 7 | 8   | Rit | Rit | 16 | 8  | 8  | 16 | 8   | Rit | Rit | 7  | 14 | 14 | Rit | Rit | 17 | 11 | 62    | 6º   |
| 2018 | McLaren | Renault | P     | Vandoorne | 9 | 8 | 13 | 9 | Rit | 14  | 16  | 12 | 15 | 11 | 13 | Rit | 15  | 12  | 12 | 16 | 15 | 11  | 8   | 14 | 14 | 62    | 6º   |